# ヌメリスギタケモドキ
ヌメリスギタケモドキ（滑杉茸擬、学名: Pholiota cerifera）は、北半球の広葉樹林に春から秋に生える茶色の中・大型のキノコ。木の幹に生えよく目立ち、傘に強い粘り気があり、全体的にささくれに被われている。食用キノコで、料理は万能に使える。

## 分布
日本、中国、ヨーロッパ、北アメリカ、極東ロシア、モロッコに分布する。
木材腐朽菌（腐生性）。春から秋にかけて、山地の谷筋などの広葉樹林のヤナギ属の枯幹に生える。

## 形態
傘径は4 - 16センチメートル (cm) 。傘は丸山形から平らに開き、中央部が広く隆起する。傘の表は、ゼラチン質で強い粘性があり、黄色から黄褐色で中央は色が濃くなる。乾くと光沢がある。さび褐色のほぼ三角形のささくれになった粗鱗片が中央部ほど密につくが、ときに雨で流出する。ヒダは、黄白色からオリーブ褐色になり鉄錆色に変化する。上生から直生し密。肉は黄色で厚い。
柄は5 - 15 cm。粘性がない。下方のほうが太く、中実で詰まっている。柄の上部には繊維状のツバがあり、不完全で消失しやすい。つばより上の柄は黄色から黄白色で平滑、下の柄は黄褐色から赤褐色で、ささくれ状の繊維状鱗片に覆われる。柄には粘性がなく、ヌメリスギタケは柄にも粘性があることから区別可能である。

## 生態
木材腐朽菌。春から秋、特に初秋から中秋にかけて、川沿いのヤナギや、ポプラ、ブナなどの広葉樹の立ち木、または枯れ木の幹上、枯れ枝に子実体を束生させる。

## 利用
傘にはぬめりが多く、風味にクセはなく肉厚で食べ応えがあり、肉質はコリコリしてしっかりしている。ナメコと同様に用いる。独特の香りがあり、和風、洋風など、いずれの料理にも合う。湯通しして下処理をしてから、すき焼きの具、鍋物の具、バター炒め、鉄板焼き、けんちん汁・きのこ汁などの汁物、煮込みなどにする。傘の部分は、同分量の酒、みりん、醤油で煮ると、うま味のあるとろりとした汁があり、何か月も保存できる。柄はぬめりがなくかたいため、バターなどで炒め、味噌汁、酢の物、鍋物・雑炊、佃煮、マリネ・ピクルスで食べるとよい。ひだの胞子が成熟し色づいたものは、洗って胞子を洗い流すとよい。